# Metamorphosis (album Papa Roach)
Metamorphosis – szósty album studyjny amerykańskiego rockowego zespołu Papa Roach. Album został wydany przez wytwórnię Interscope Records 24 marca 2009. Początkowo album miał nosić tytuł Days of War, Nights of Love.

## Historia
17 maja 2008 Papa Roach wykonało dwie nowe piosenki w Crawfish Boil w Nashville, "Hanging On" i "Change or Die". "Hanging On" zostało później przemianowane na "Lifeline" gdy Shaddix zdecydował się zmienić tekst refrenu. Trzecia nowa piosenka, nazwana "I Almost Told You That I Loved You", została wykonana 1 lipca w West Palm Beach w Cruzan Amphitheater. Wtedy właśnie Jacoby Shaddix ogłosił planowaną datę wydania nowego albumu na 26 sierpnia. Później w Pulse Radio Shaddix powiedział, że data wydania została przesunięta na marzec 2009.
W utworze "Into the Light" gościnnie wystąpi gitarzysta zespołu Mötley Crüe, Mick Mars

## Lista utworów
| 1.  | "Days of War"                        | 1:32  |
|     |                                      |       |
| 2.  | "Change or Die"                      | 3:13  |
|     |                                      |       |
| 3.  | "Hollywood Whore"                    | 3:56  |
|     |                                      |       |
| 4.  | "I Almost Told You That I Loved You" | 3:09  |
|     |                                      |       |
| 5.  | "Lifeline"                           | 4:06  |
|     |                                      |       |
| 6.  | "Had Enough"                         | 4:01  |
|     |                                      |       |
| 7.  | "Live This Down"                     | 3:35  |
|     |                                      |       |
| 8.  | "March Out of the Darkness"          | 4:25  |
|     |                                      |       |
| 9.  | "Into the Light"                     | 3:27  |
|     |                                      |       |
| 10. | "Carry Me"                           | 4:26  |
|     |                                      |       |
| 11. | "Nights of Love"                     | 5:18  |
|     |                                      |       |
| 12. | "State of Emergency"                 | 5:06  |
|     |                                      |       |
|     |                                      | 46:14 |
|     |                                      |       |

## Twórcy
Papa Roach
- Jacoby Shaddix — śpiew
- Jerry Horton — gitara
- Tobin Esperance — gitara basowa
- Tony Palermo — perkusja

Produkcja
- Jay Baumgardner — producent muzyczny
- Casey Lewis — inżynier dźwiękowy